# Gottlieb Schuller
Gottlieb Schuller (* 17. September 1879 in Auffach; † 26. Dezember 1959 in Innsbruck) war ein österreichischer Glasmaler und Mosaikkünstler.

## Leben

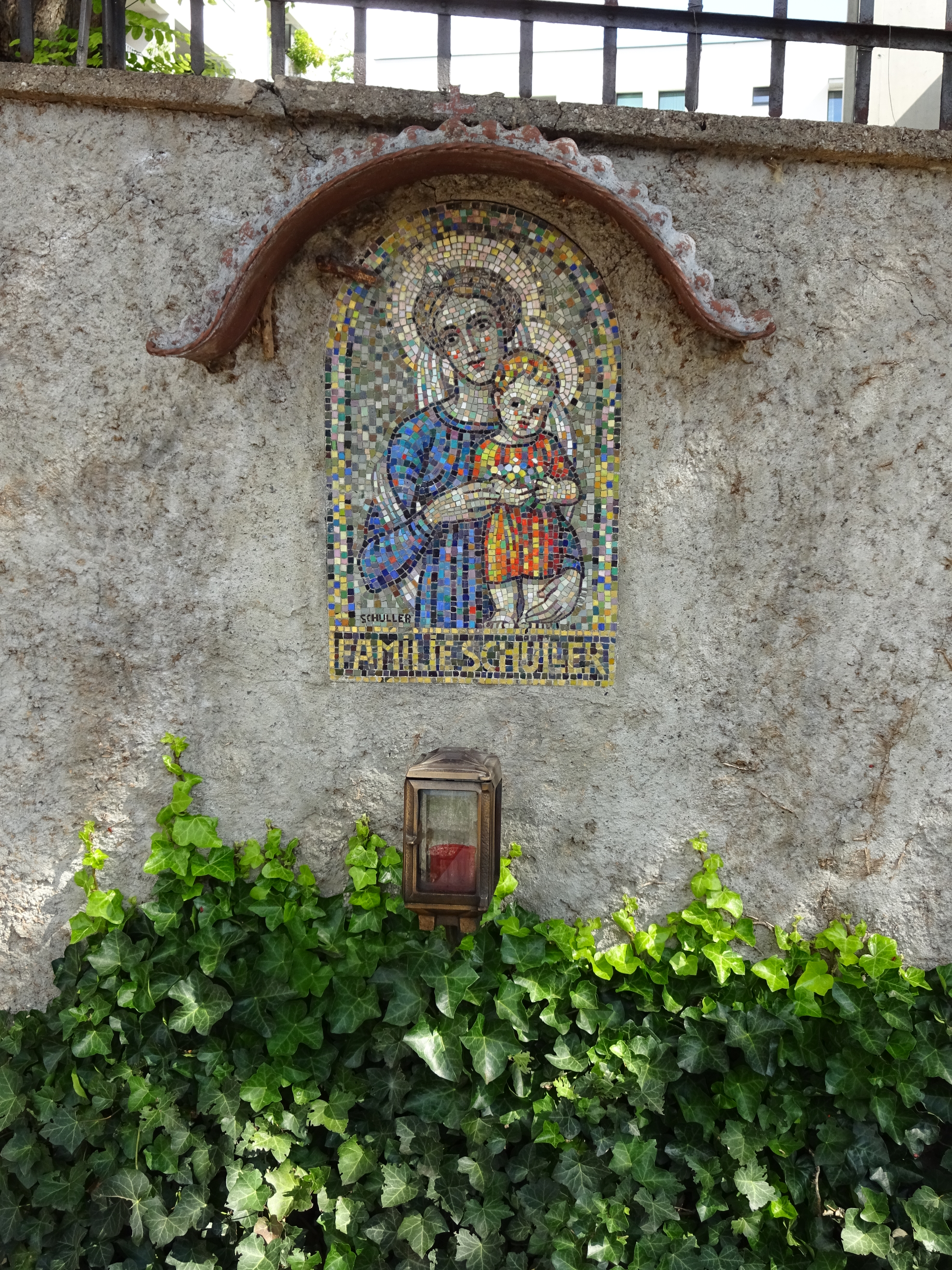
Grab Schullers auf dem Friedhof Hötting mit von ihm geschaffenem Mosaik

Gottlieb Schullers Vater Gottlieb Schuller sen. war anfangs Reichsbahnbediensteter und später Archivar der Grafen Enzenberg (→Familie Enzenberg) und dann Archivar und Zeichner der Stadt Innsbruck. Seine Mutter Maria Gabl war die Schwester des sozialkritischen Genremalers Alois Gabl. 
Schuller besuchte die Bundesgewerbeschule in Innsbruck in den Kunstklassen der Maler Heinrich Comploj und Toni Kirchmayr. Ab 1897 arbeitete er bei der Tiroler Glasmalerei und Mosaik Anstalt in der Müllerstraße in Innsbruck unter Bernard Rice, der die englischen Glasmalkünste im Jugendstil wie im Stil der Präraffaeliten nach Tirol brachte. Ab 1919 bis 1944 hatte Gottlieb Schuller die künstlerische Leitung der Tiroler Glasmalerei und Mosaik Anstalt inne. Gottlieb Schuller fand eine eigene Formensprache in Form eines romantischen Naturalismus in Verbindung mit expressiven Elementen.
Sein Sohn war der Architekt Robert Schuller (1929–1990).

## Werke
- nach 1900 Glasmalerei in der Pfarrkirche Hll. Florian, Ingeniun und Albin in Untertilliach (Tirol)[1]
- um 1915 Glasfenster in der Pfarrkirche Hötting[2]
- 1927 Glasfenster und Kuppel im Dampfbad in Innsbruck im späten Jugendstil
- 1930 Bleiglasfenster im Kurhaus von Hall in Tirol
- 1931 Marienmosaik von Santa Dolores in San Francisco (Kalifornien)
- 1934 Fenster der Stille-Nacht-Kapelle in Oberndorf bei Salzburg
- 1935 Fenster der Pfarrkirche hl. Kreuz in Going am Wilden Kaiser[1]
- 1939 Apsismosaik von St. Columbian in Chicago (Illinois)
- 1950 Glasmalereien der Pfarrkirche hl. Georg in Lauterach (Vorarlberg)[3]